# Encephalartos lehmannii
Encephalartos lehmannii är en kärlväxtart som beskrevs av Johann Georg Christian Lehmann. Encephalartos lehmannii ingår i släktet Encephalartos och familjen Zamiaceae. IUCN kategoriserar arten globalt som nära hotad. Inga underarter finns listade i Catalogue of Life.

## Bildgalleri

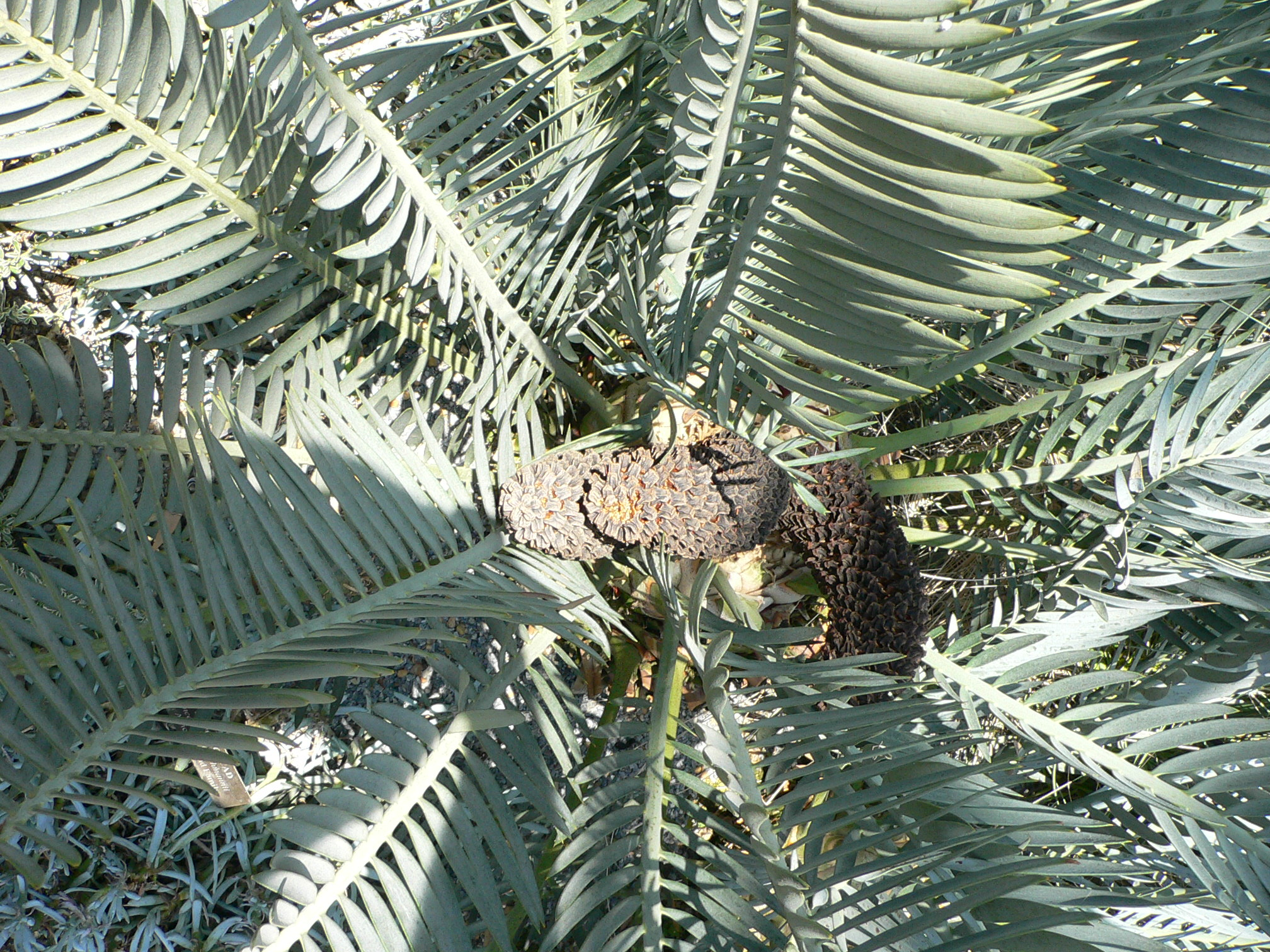
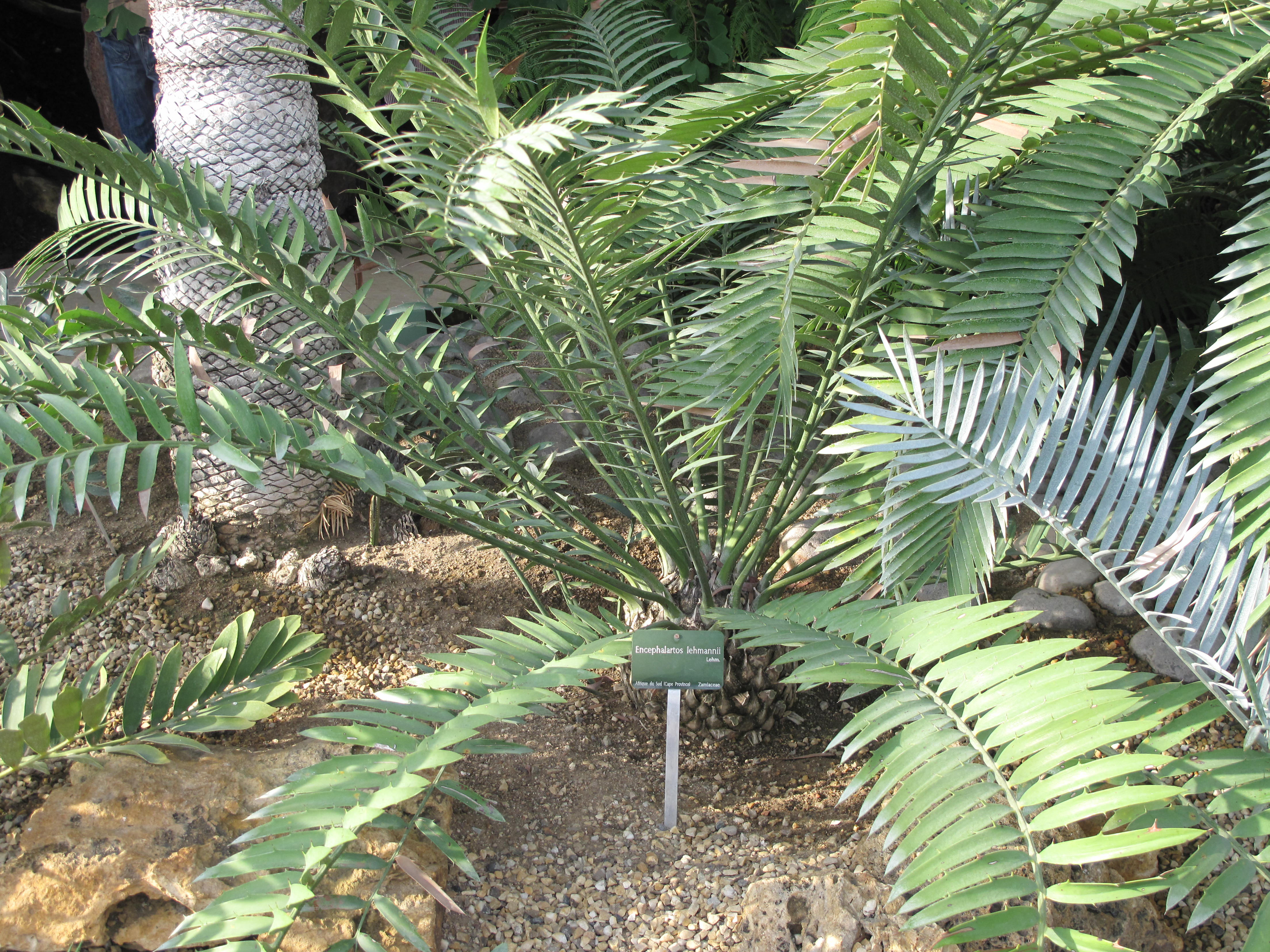